# Sthénolagnie

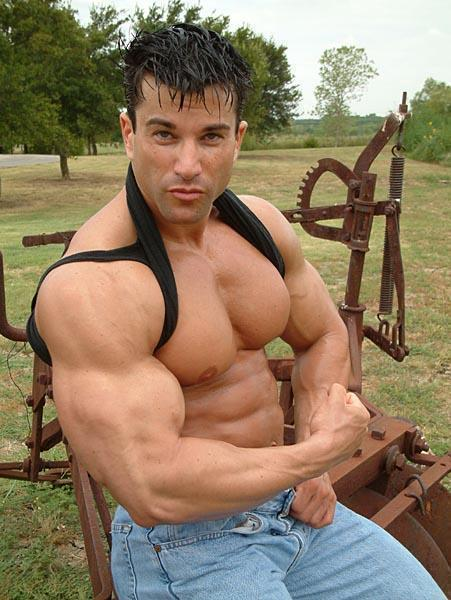
Le bodybuilder et modèle, Sagi Kalev

La sthénolagnie[réf. nécessaire] est un comportement social, habituellement d'un aspect sexuel, durant lequel un participant, l'adorateur, touche les muscles d'un autre participant, le dominateur, de manières sexuelles, qui peuvent inclure frottements, massages, baisers, léchage et autres techniques de contrôles variées. Le dominateur est presque toujours un culturiste, un compétiteur, ou catcheur — un individu exposant un très haut degré de masse musculaire. L'adorateur est souvent, mais pas toujours, plus mince, plus petit et plus affiné,,. La sthénolagnie peut inclure les participants des deux sexes et de toutes orientations sexuelles,.
L'intensité de la force et de l'adoration varie grandement chez les adorateurs, car dépendant du désir des participants. Souvent, le dominateur utilise sa taille ou son poids pour « soumettre » un adorateur plus petit, forçant celui-ci à admirer ses muscles, ou dans d'autres cas, l'adorateur flatte l'apparence et la carrure du dominateur.